# Josia mononeura
Josia mononeura är en fjärilsart som beskrevs av Jacob Hübner 1805. Josia mononeura ingår i släktet Josia och familjen tandspinnare. Inga underarter finns listade i Catalogue of Life.

## Bildgalleri

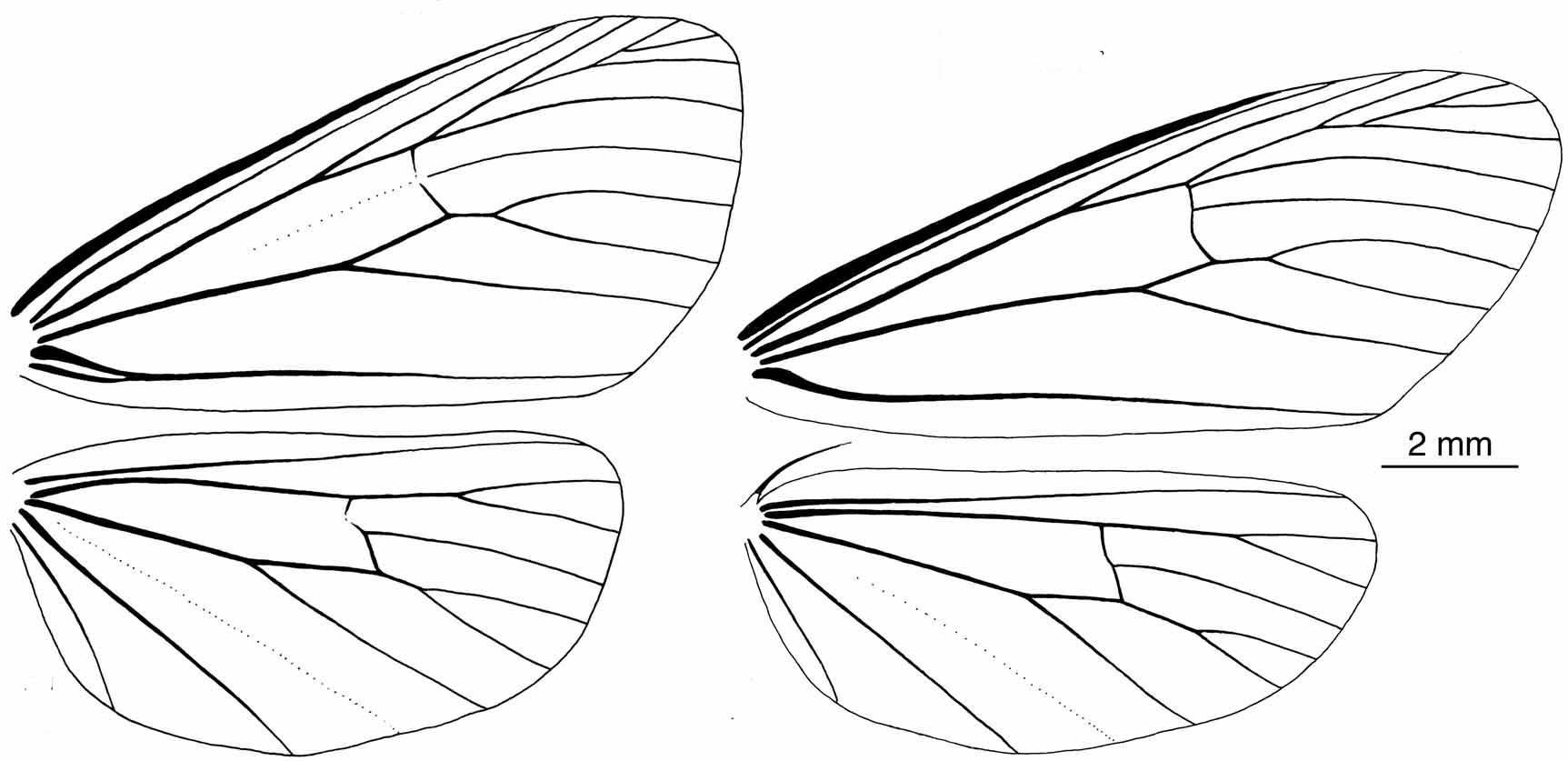